# Waverly (Ohio)
Waverly è una località degli Stati Uniti d'America, capoluogo della contea di Pike, nello Stato dell'Ohio.